# Zu Arel op der Knippchen
Ne doit pas être confondu avec Knippchen.
À Arlon sur la Knippchen, Zu Arel op der Knippchen en luxembourgeois, est une chanson folklorique traditionnelle de la région d'Arlon (Belgique) et du grand-duché de Luxembourg. Elle est connue par les luxembourgeois de la Province de Luxembourg comme hymne officieux de la province. Les paroles sont en luxembourgeois ainsi qu'en français. La chanson est attribuée au musicien itinérant et aveugle Mathias Schou (1747-1824), originaire de Grevenmacher sur la Moselle luxembourgeoise, et connu sous le nom de « Blannen Theis »,.
L'air est sonné toutes les heures du jour par le carillon de l'église Saint-Donat d'Arlon, située précisément sur la colline dite de la Knippchen, ce qui veut dire « petite bosse » en luxembourgeois.
La musique fut reprise et adaptée par le régiment des Chasseurs ardennais, basé à Marche-en-Famenne, et est appelée, sous cette version modifiée, la Marche des Chasseurs ardennais.

## Partition

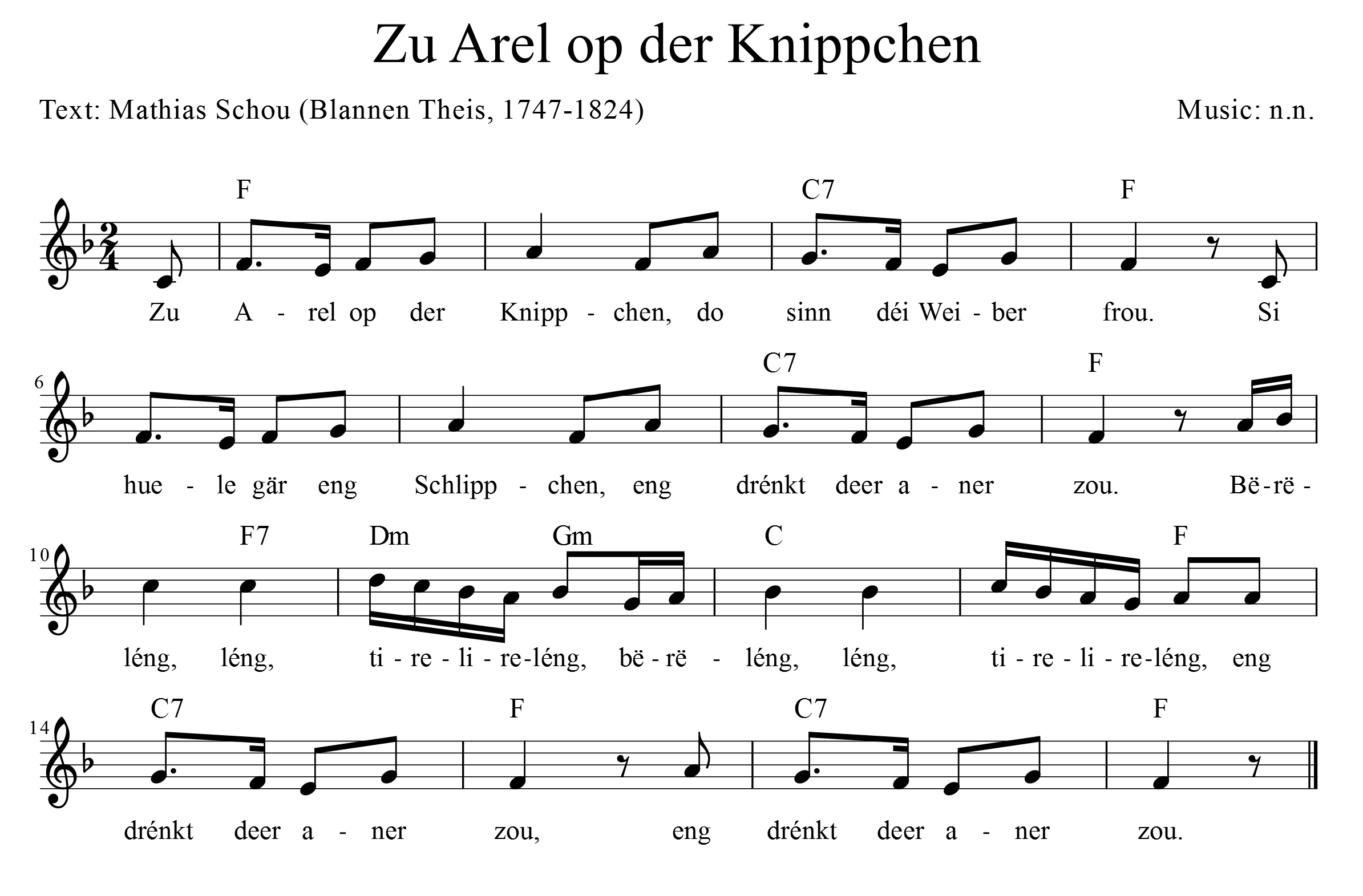
Partition de la chanson traditionnelle Zu Arel op der Knippchen.

## Paroles en luxembourgeois

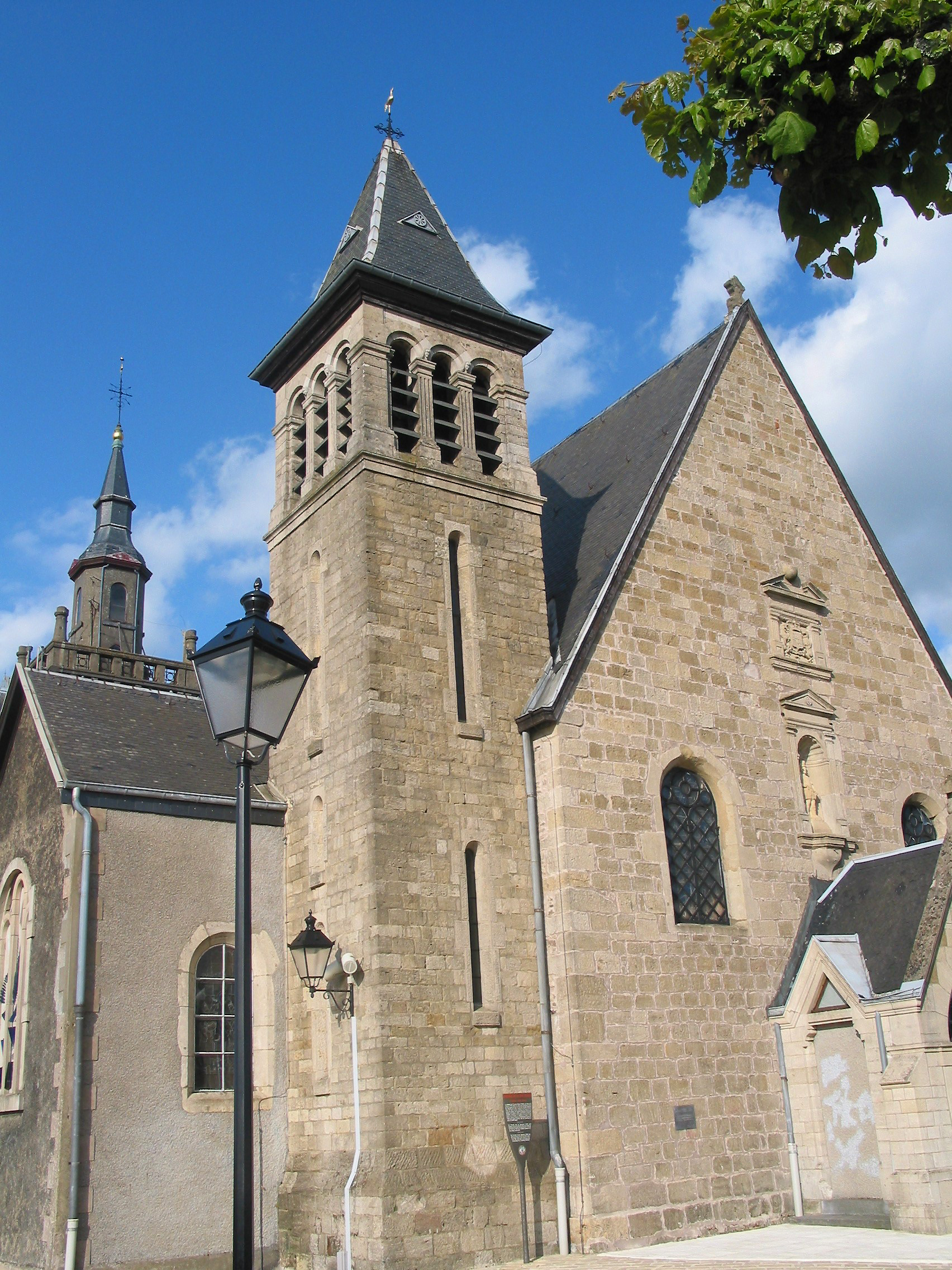
Le clocher de l'église Saint-Donat d'Arlon, dont le carillon sonne toutes le heures la mélodie de la chanson populaire Zu Arel op der Knippchen.

| Et woren dräi Gefuedeschen, déi wollten e Mässchen dranken Et woren dräi Gefuedeschen, déi wollten e Mässchen dranken Direleng-deng-deng Direleng-deng-deng Déi wollten e Mässchen dranken Direleng-deng-deng Direleng-deng-deng /: Si dranken en erer oocht! :/ Zu Arel op der Knippchen, do sinn déi Weiber frou. Si huele gär eng Schlippchen, eng drénkt deer aner zou. Direleng-deng-deng Direleng-deng-deng Si huele gär eng Schlippchen Direleng-deng-deng Direleng-deng-deng /: Eng drénkt der aner zou :/ Wann d'Fraen vill gedronk hunn, de geht alles zu Wee. Da gi se gär mam Krou rop, sech wenzelen op d'Hee. A wéi de Mann ereem koum, freet hien: "Wou ass mäi Weib?" "Si läit am Stréi do uewen, huet wéi an enger Träip!" De Mann dee klëmmt op d'Scheier, setzt sech bei si op d'Bänk "O du, meng arem Frächen, wat feelt der, bas de krank?" "Ech hunn deréinscht ganz warem vum kale Buer gedronk. Hätt ech eng Schäppchen, Alen, wär ech erëm um Spronk!" Wéi si de Wäi gedronken, dréit si sech ëm a laacht: "Ewell looss eis hei wenzel'n a juxen, datt et kraacht!" Et woren dräi Gefuedeschen, déi wollte mol en Drank / … Déi wollten e Mässchen dranken /: Si dranken en erer oocht! :/ |

## Interprétations et variations
- Paul Mootz, Zu Arel op der Knippchen : variations on a Luxembourg folk song[5].

- La Marche des Chasseurs ardennais, marche militaire du régiment d'infanterie belge des Chasseurs ardennais.